# Rudolf Loman
Rudolf Loman (Amsterdam, 14 d'octubre de 1861 – 4 de novembre de 1932) fou un jugador d'escacs jueu neerlandès. Va viure a Londres durant bastants anys, on hi feia d'organista, i hi jugava a escacs per diners, contra anglesos benestants, una activitat que va ensenyar al seu deixeble el també neerlandès Jacques Davidson.

## Resultats destacats en competició
Un cop retornat als Països Baixos, va guanyar el 2n Campionat d'escacs dels Països Baixos, a Delft 1912. Prèviament, havia guanyat diversos campionats neerlandesos (no oficials): a Rotterdam 1888, L'Haia 1890, Utrecht 1891, Groningen 1893 (ex aequo amb Arnold van Foreest), Rotterdam 1894, i Utrecht 1897.
En matxs, va empatar amb Paul Saladin Leonhardt (+4 −4 =2) a Londres 1904, perdé contra Johannes Esser (+0 −3 =1) el 1913 (play-off pel 3r Campionat dels Països Baixos), i perdé contra Edgar Colle (+1 −2 =2) a Londres 1922.